# Peregu Mare
Peregu Mare (in ungherese Kispereg) è un comune della Romania di 1 782 abitanti, ubicato nel distretto di Arad, nella regione storica della Transilvania.
Il comune è formato dall'unione di 2 villaggi: Peregu Mare e Peregu Mic.
L'economia del comune è prettamente rurale, basata sull'agricoltura e sull'allevamento degli animali.